# Yankıpınar, Kağızman
Yankıpınar là một xã thuộc huyện Kağızman, tỉnh Kars, Thổ Nhĩ Kỳ. Dân số thời điểm năm 2010 là 387 người.